# Astrantia major

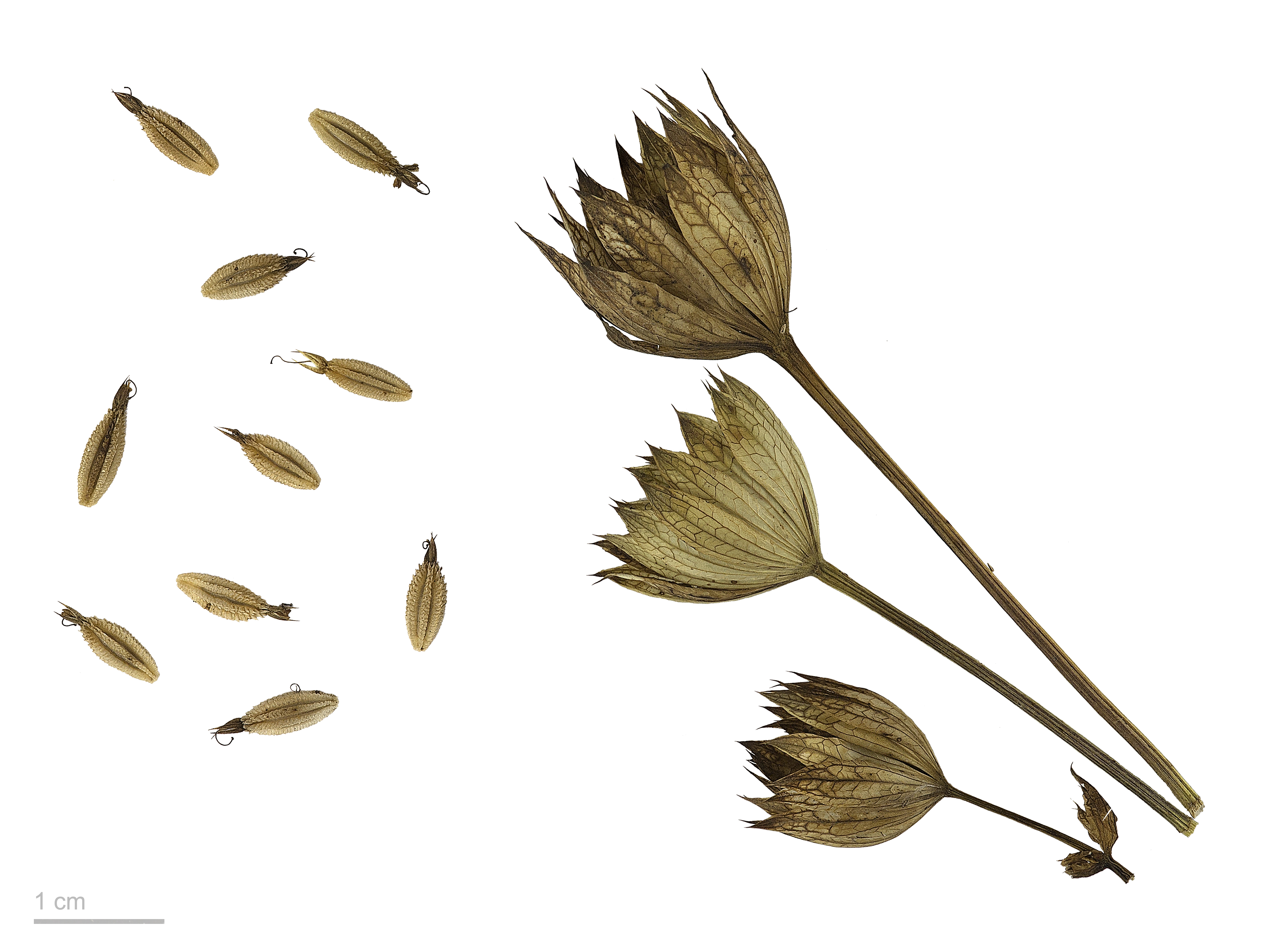
Astrantia major

Astrantia major, de nombre común sanícula hembra, es una especie de plantas de la familia de las apiáceas. En algunos idiomas se describe como «nudos Zelanda».

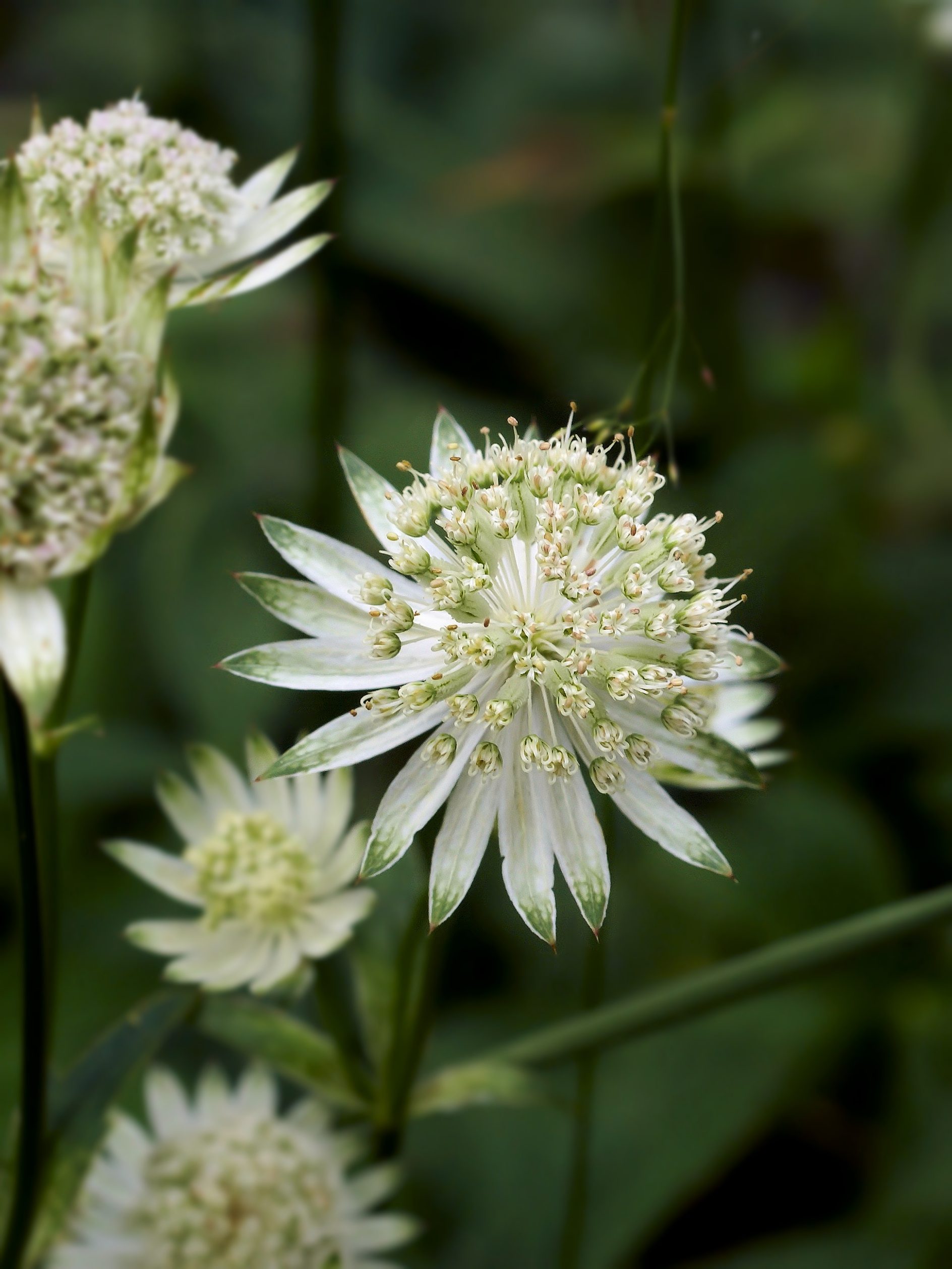
Flores.

## Descripción
Planta vivaz, herbácea y glauca, de hasta 60 cm, con rizomas y tallos generalmente simples. Hojas radicales con largo pedúnculo, acorazonadas en la base, palmatisectas, con 3-7 segmentos ovales y oblongos, con dientes grandes y aristados. Las superiores son más pequeñas y con el pecíolo muy corto.
Flores en umbelas simples rodeadas por un involucro más grande que ellas, formado por brácteas lanceoladas de tono blanquecino matizadas de verde. Flores blancas, verdoso-rosadas, largamente pedunculadas. Cáliz con dientes lanceolados. Fruto oval-oblongo cubierto de escamas solapadas. Florece en el verano.

## Distribución y hábitat
Se distribuye por Europa y Asia occidental, en pastizales de montaña y hayedos en bosques húmedos, junto a cursos de agua. Se cultiva en jardines.

## Usos en medicina popular
El rizoma en decocción se usa como purgante.
Principios activos: Materias colorantes, sales, taninos, sustancias purgantes, resinas. 
Indicaciones: se lo considera laxante, purgante. El uso de la planta completa en infusiones provoca una ligera diuresis. Se usan las raíces. Se recolectan en otoño. 
Otros usos: planta ornamental (también desecada).

## Taxonomía
Astrantia major  fue descrito por Carlos Linneo y publicado en Species Plantarum 1: 235. 1753.
Sinonimia:
- Astrantia carinthiaca Hoppe ex Mert. & W.D.J.Koch in Röhl.[2]
- Astrantia australis Huter & Porta ex H.Wolff
- Astrantia candida Mill.
- Astrantia caucasica Willd. ex Spreng.
- Astrantia europaea L. ex Rehmann
- Astrantia intermedia M.Bieb.
- Astrantia montana Clairv.
- Astrantia nigra Scop.
- Astrantia pallida J.Presl. ex W.D.J.Koch
- Astrantia saniculifolia Salisb.
- Astrantia vulgaris Dalla Torre & Sarnth.
- Sanicula astrantia Garsault[3]

## Nombres comunes
- Castellano: astrancia, astrancia mayor, cortusa, sanicula hembra, sanícula hembra, vedegambre negro bastardo.[2]